# Шопанаев, Кайырлы Аменович
Кайырлы Аменович Шопанаев — советский хозяйственный и государственный деятель, лауреат Государственной премии СССР за выдающиеся достижения в труде.

## Биография
Родился в 1948 году в селе Карагай. Член КПСС.
В 1966—1991 годах — ученик плотника, плотник-паркетчик, бригадир плотников, бригадир комплексной бригады СМУ-17 «Алматыкультбытстроя».
Заслуженный строитель Казахской ССР (1980).
За большой личный вклад в повышение эффективности строительных работ был в составе коллектива удостоен Государственной премии СССР за выдающиеся достижения в труде 1983 года.
Народный депутат СССР (1989—1991). Делегат XIX конференции КПСС.
С 1991 года — генеральный директор ТОО «Келешек».
Живёт в Алматы.

## Награды
- Орден Трудового Красного Знамени (1981)